# Apogonichthyoides chrysurus
Apogonichthyoides chrysurus är en fiskart som först beskrevs av Ogilby, 1889.  Apogonichthyoides chrysurus ingår i släktet Apogonichthyoides och familjen Apogonidae. Inga underarter finns listade i Catalogue of Life.